# Behauc
Behauc ist eine osttimoresische Aldeia im Suco Sabuli (Verwaltungsamt Metinaro, Gemeinde Dili). 2015 lebten in der Aldeia 573 Menschen.

## Geographie

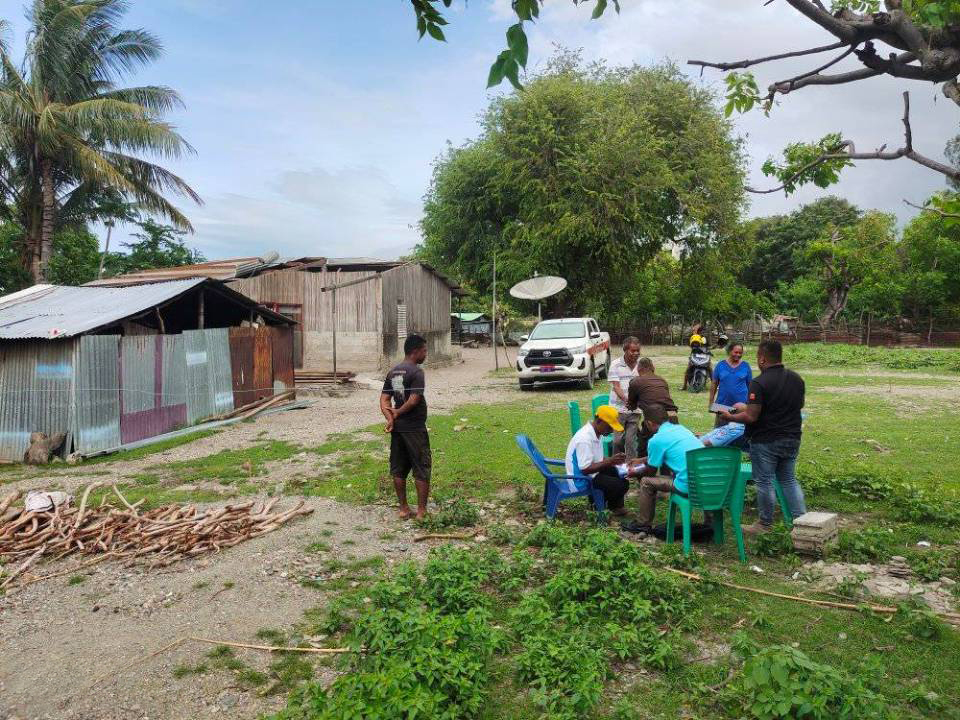
Häuser in Behauc (2023)

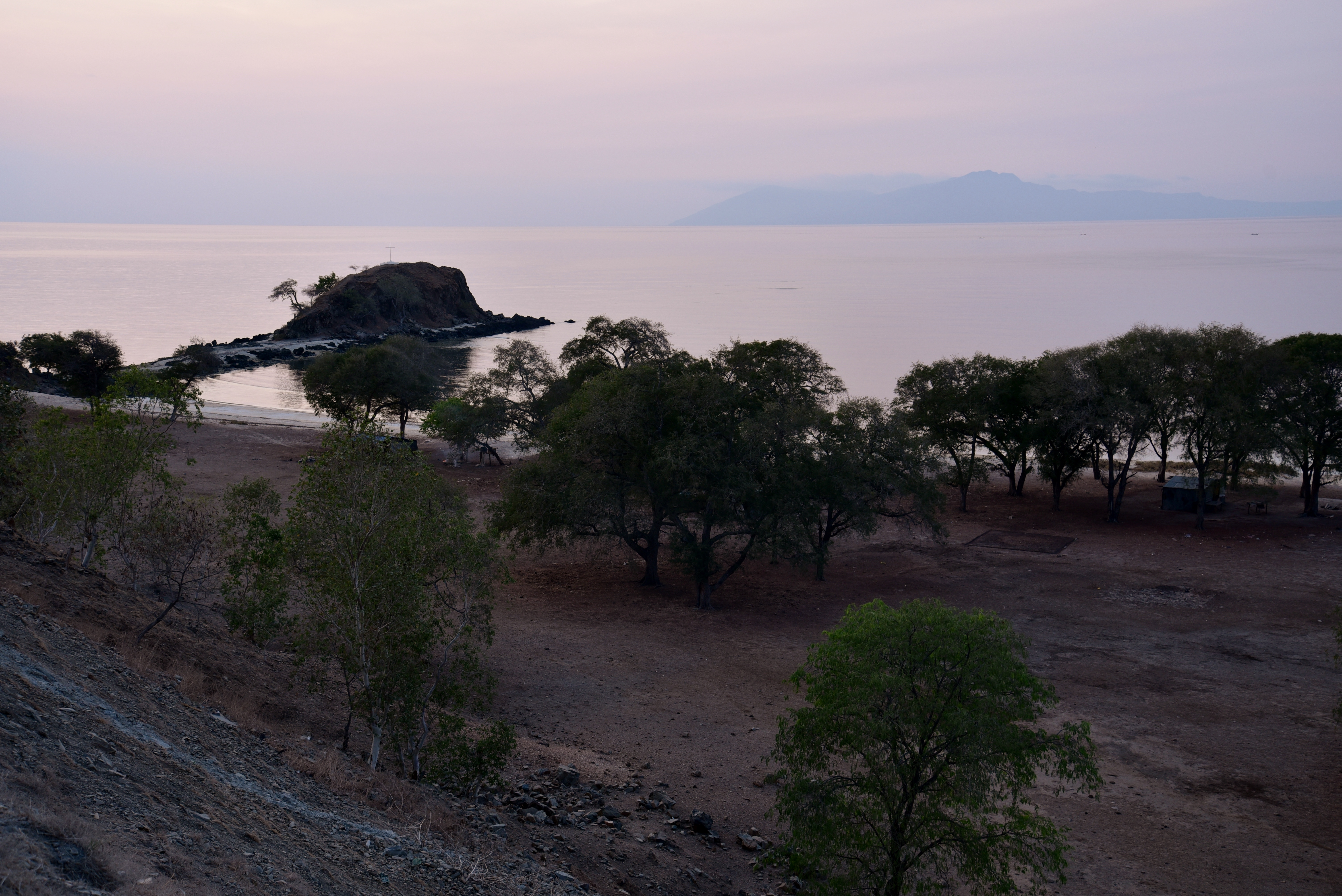
Blick auf den Ponta Hatomanulaho und die Nachbarinsel Atauro von Behauc aus.

Zu Behauc gehört der gesamte Westen des Sucos Sabuli. Die Aldeia nimmt mehr als die Hälfte der gesamten Fläche von Sabuli ein. Östlich liegen die Aldeias Sabuli und Acadiru Laran. Die Grenze zur Aldeia Sabuli bildet zum Teil der temporäre Fluss Lobain, der nur in der Regenzeit Wasser führt. Im Südosten grenzt Behauc an den Suco Mantelolão und im Westen an den Suco Hera. Im Süden befindet sich der zur Gemeinde Aileu gehörende Suco Liurai. Behauc liegt an der Küste der Straße von Wetar. Im Westen liegt knapp hinter der Grenze zu Hera der Ponta Hatomanulaho. Fast die gesamte Küste ist mit einem kleinen Mangrovenwald bedeckt.
Im Nordosten reicht der Ort Metinaro mit seinem Ortsteil Sabuli bis nach Behauc hinein. Weiter südlich liegt am Ufer des Lobain das kleine Dorf Ayalan. Die Überlandstraße von der Landeshauptstadt Dili nach Manatuto führt durch den Norden von Behauc. Südlich der Straße ist die Aldeia kaum noch besiedelt. Die Meereshöhe steigt im Süden auf über 500 m an.